# Agua Tritiada
El agua tritiada es una forma radiactiva de agua en la que los átomos habituales de protio se reemplazan con tritio . En su forma pura puede llamarse óxido de tritio (T2O o 3H2O) o agua superpesada. El T2O puro es corrosivo debido a la auto-radiólisis. El agua tritiada diluida es principalmente H 2 O más algo de HTO (3HOH). También se utiliza como marcador para estudios de transporte de agua en la investigación de ciencias de la vida. Además, dado que se produce de forma natural en cantidades mínimas, se puede utilizar para determinar la edad de varios líquidos a base de agua, como los vinos añejos.
El nombre de agua superpesada ayuda a distinguir el material tritiado del agua pesada, que en su lugar contiene deuterio.

## Efectos adversos para la salud
El agua tritiada contiene el isótopo de hidrógeno radiactivo tritio. Como emisor beta de baja energía con una vida media de unos 12 años, no es peligroso externamente porque sus partículas beta no pueden penetrar la piel. Sin embargo, es un peligro de radiación cuando se inhala, se ingiere a través de los alimentos o el agua, o se absorbe a través de la piel. HTO tiene una vida media biológica corta en el cuerpo humano de 7 a 14 días, lo que reduce los efectos totales de la ingestión de un solo incidente y evita la bioacumulación a largo plazo de HTO del medio ambiente. La vida media biológica del agua tritiada en el cuerpo humano, que es una medida de la renovación del agua corporal, varía según la estación. Los estudios sobre la vida media biológica de los trabajadores de radiación ocupacional para el tritio de agua libre en la región costera de Karnataka, India, muestran que la vida media biológica en la temporada de invierno es el doble que la de la temporada de verano.